# Івча
І́вча — село в Україні, у Літинській селищній громаді Вінницького району Вінницької області. Населення становить 1136 осіб.

## Історія
20 жовтня 1634 р. привілеєм короля Владислава IV селу Івча було надано права містечка (зокрема магдебургію) і перейменовано його на Любич (за назвою родового герба тогочасного власника Івчі, літинського старости Лукаша Жолкевського). 1785 р. цей привілей підтвердив король Станіслав-Август Понятовський. 
6 серпня 2015 року єпископ Вінницький і Брацлавський Михаїл звершив чин освячення храму та Божественну Літургію.
12 червня 2020 року, відповідно до Розпорядження Кабінету Міністрів України № 707-р «Про визначення адміністративних центрів та затвердження територій територіальних громад Вінницької області», увійшло до складу Літинської селищної громади.
19 липня 2020 року, в результаті адміністративно-територіальної реформи та ліквідації Літинського району, село увійшло до складу Вінницького району.

## Населення

### Мова
Розподіл населення за рідною мовою за даними перепису 2001 року:
| Мова       | Відсоток |
| ---------- | -------- |
| українська | 98,94%   |
| російська  | 1,06%    |

## Походження назви

Вранішній вид на згарок з вербами в селі Івча

За однією із версій назва походить від верб (в давнину іви), що ростуть на обох берегах річки Згарок на території села. Село відоме своїми риболовецькими угіддями, озерами, що знаходяться в селі.

## Відомі уродженці
- Іщук Степан Іванович (14 грудня 1937 року) — український економіст-географ, доктор географічних наук, професор Київського національного університету імені Тараса Шевченка, академік Академії наук вищої освіти України.
- Лаптін Петро Фролович (24 грудня 1912 — 16 грудня 1986, Кам'янець-Подільський) — український історик, кандидат історичних наук (1948), професор (1976).